# Muzeum Politechniki Warszawskiej
Muzeum Politechniki Warszawskiej – muzeum akademickie w Warszawie zajmujące się historią Politechniki Warszawskiej, gromadzące wykorzystywaną na uczelni aparaturę naukową i badawczą oraz dokumenty i fotografie.

## Opis
Muzeum istnieje od 1978 roku. Od 2002 roku ma siedzibę w gmachu Instytutu Aerodynamiki PW przy ul. Nowowiejskiej 22. Od 2015 w gmachu Głównym  przy placu Politechniki 1 znajduje się sala ekspozycyjna muzeum, w której prezentowana jest wystawa stała Dzieje Politechniki Warszawskiej.
Najstarszymi obiektami są oryginalne dokumenty z podpisami Stanisława Staszica i Juliana Ursyna Niemcewicza.